# Vimmerby

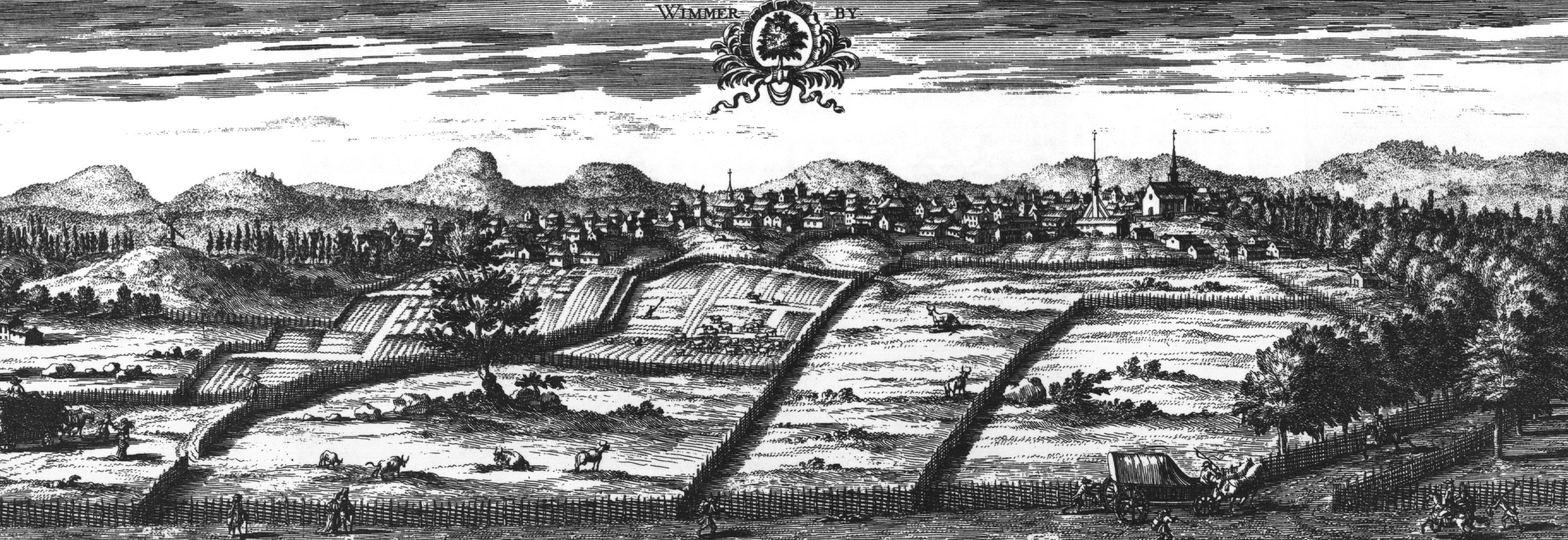
Historische Ansicht um 1700 aus Suecia antiqua et hodierna

Vimmerby [ ̌vimərby:] ist eine Ortschaft (schwedisch tätort) in der südschwedischen Provinz Kalmar län und der historischen Provinz Småland. Vimmerby ist Hauptort der gleichnamigen Gemeinde.

## Geschichte
Die Region um Vimmerby, das als eine der ältesten Städte Schwedens gilt, ohne dass ein genaues Gründungsjahr bekannt ist, war schon in der Jungsteinzeit und Bronzezeit besiedelt. Aus der Eisenzeit datiert ein großes Gräberfeld. Eine Blütezeit erlebte die Handelsstadt, die auf einem Hügel im Stångå-Tal am Kreuzungspunkt wichtiger Handelsstraßen entstand, bereits vor 1350.
Im Mittelalter wurde Vimmerby mehrmals abgebrannt und verwüstet. 1192 wurde die Stadt zum dritten Mal von Dänen in Brand gesteckt und 1454 von Christian I. von Dänemark erneut verwüstet. Zu Beginn des 15. Jahrhunderts hatte Vimmerby Stadtrechte, die Gustav Wasa 1532 aber wieder aberkannte. Damit sollte der Umzug der Händler aus Vimmerby in das benachbarte Kalmar erreicht werden. 1604 erhielt Vimmerby jedoch die Stadtrechte zurück. Kurz darauf kehrten die Dänen 1610 zurück und verwüsteten die Stadt zum wiederholten Male. 1683 und 1821 wüteten noch einmal Feuersbrünste in der Stadt. 1821 brannten zwei Drittel Vimmerbys ab, darunter der Marktplatz mit dem 1683 neu erbauten Rathaus. Das heutige Rathaus wurde 1824/25 im Biedermeier-Stil erbaut.

## Wirtschaft
Die Stadt lebt vor allem vom Tourismus. 1856 wurde die Åbro Bryggeri gegründet, die zuerst Bier nach bayerischer Art braute und heute mehrere Biersorten herstellt, darunter ein Starkbier mit 7,3 Prozent Alkoholgehalt. Außerdem gibt es eine Milchpulverfabrik sowie metallverarbeitende Kleinbetriebe.

## Verkehr
Vimmerby liegt an der Kreuzung der Reichsstraßen 23 und 40. Die Stadt hat einen Bahnhof an der Stångådalsbanan, einer Bahnstrecke zwischen Linköping und Kalmar.

## Sehenswürdigkeiten
Große Teile der Bebauung der Hauptstraße Storgatan stammen aus der Zeit um 1700.
Im Erlebnispark Astrid Lindgrens värld („Astrid Lindgrens Welt“) ist eine Miniaturausgabe von Vimmerby und den Schauplätzen von Lindgrens Erzählungen zu sehen, darunter die Mattisburg aus „Ronja Räubertochter“, der Katthulthof aus „Michel aus Lönneberga“, Bullerbü, das Heckenrosen- und das Kirschtal aus „Die Brüder Löwenherz“ sowie die Villa Kunterbunt aus „Pippi Langstrumpf“. 
In der Nähe des Ortes befindet sich der Riesenfindling und Wackelstein Runkesten. Des Weiteren befindet sich in der Nähe die Rumskullaeken, die dickste Eiche Europas.

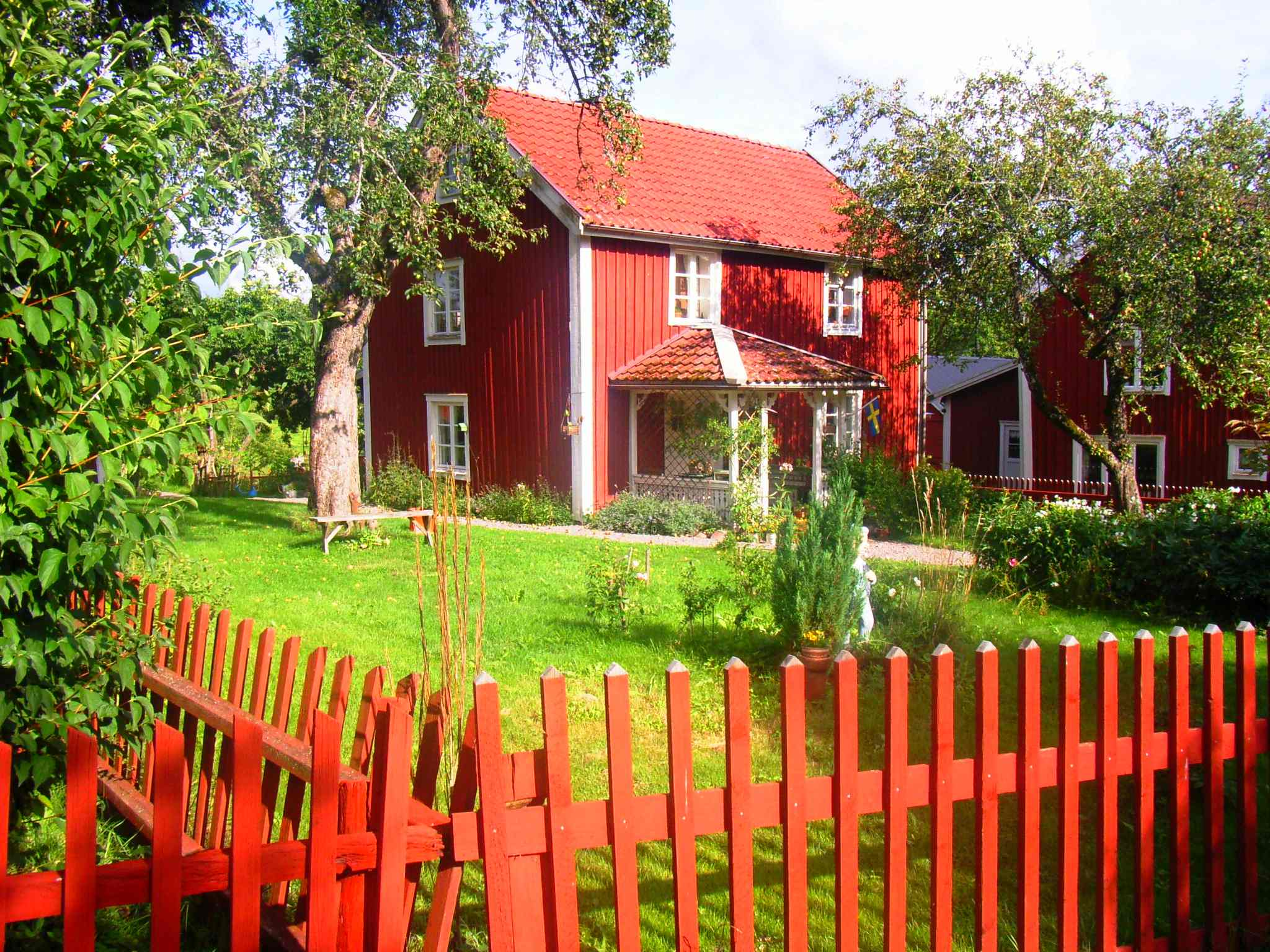
Bullerbü

## Söhne und Töchter der Stadt
- Astrid Lindgren (1907–2002), schwedische Schriftstellerin
- Andreas Ravelli (* 1959), schwedischer Fußballspieler
- Thomas Ravelli (* 1959), schwedischer Fußballspieler, ehemaliger Rekord-Fußballnationalspieler
- Jesper Alm (* 1995), schwedischer Unihockeyspieler